# Hiéroglyphe égyptien S6
Le Pschent et corbeille, en hiéroglyphes égyptiens, est classifié dans la section S « Couronnes, vêtements, sceptres, etc. » de la liste de Gardiner ; il y est noté S6.

## Représentation
Il représente la double couronne Pschent (hiéroglyphe S5) posé sur une corbeille (hiéroglyphe V30). Il est translittéré sḫm.ty. 

## Utilisation
| S6 | / | S42 | x · t | S6 |

| S6 | / | S42 | x · t | S6 |